# Manius Acilius Glabrio (Volkstribun)
Manius Acilius Glabrio war ein römischer Politiker und Senator gegen Ende des 2. Jahrhunderts v. Chr. Er gehörte der gens Acilia an und war ein Schwiegersohn des Quintus Mucius Scaevola. Wahrscheinlich war Acilius Glabrio im Jahr 122 v. Chr. Volkstribun. Er war der Initiator eines Gesetzes, der lex Acilia de intercalando, das wohl mit dem auf der Tabula Bembina überlieferten, in Urbino gefundenen, Repetundengesetz identisch ist. Sein Sohn Manius Acilius Glabrio war 67 v. Chr. Konsul.